# Pieni Haapasalo
Pieni Haapasalo är en ö i Finland. Den ligger i sjön Puruvesi och i kommunen Nyslott i  landskapet Södra Savolax, i den sydöstra delen av landet, 300 km nordost om huvudstaden Helsingfors. Öns area är 6,2 hektar och dess största längd är 450 meter i sydöst-nordvästlig riktning. Ön är privatområde och ägs av familjen Östman 